# Тъмна полевка
Тъмните полевки (Microtus agrestis) са вид дребни бозайници от семейство Хомякови (Cricetidae).
Разпространени са в голяма част от Евразия, от северна Испания и остров Великобритания до езерото Байкал. На цвят са тъмнокафяви и достигат 95-133 mm дължина и 20-50 g маса. Копаят плитки дупки в земята или дори под листната покривка и под снега. Хранят се с треви, корени, мъх и друга растителна храна.